# Schleuse Planena
Die Schleuse Planena ist eine Schleuse der Bundeswasserstraße Saale bei Saale-km 104,46. Planena ist heute der südlichste Stadtteil der Stadt Halle (Saale) in Sachsen-Anhalt. Die eigentliche Ortschaft Planena ist ein kleines ländliches Dorf im Südwesten des Stadtteils. Er wird größtenteils durch die Saale-Elster-Aue eingenommen. Die Anmeldung zur Schleusung erfolgt per Telefon. Sie befindet sich im Zuständigkeitsgebiet des Außenbezirks 5 (ABZ 5) in Merseburg. Zwischen Trotha und der Rohrbrücke Leuna-Kröllwitz (Saale-Km 124,40) hat die Saale die Wasserstraßenklasse I und wird hauptsächlich von der Fahrgast- und Sportschifffahrt genutzt.

## Geschichte
Die Nutzung der Saale für Güter- oder Personentransporte ist seit 981 urkundlich belegt. In Chroniken der Saaleschifffahrt wird berichtet, dass bereits in der zweiten Hälfte des 14. Jahrhunderts das Wasser des Flusses Saale angestaut wurde. Die angestaute Wassermenge wurde zum Betrieb von Mühlen bzw. zum Flößen genutzt. Am 21. Oktober 1530 erteilte Kaiser Karl V. dem Erzstift Magdeburg das Privileg der freien Schifffahrt auf der Saale und die Erlaubnis, den Fluss auszubauen. Erste hölzerne Schleusen dienten den Schiffern zur Bewältigung des Frachtverkehrs. Fürst Wolfgang von Anhalt, Regent über Bernburg, schloss 1559 auf Drängen des Erzbischofs Sigismund einen Vertrag zum Ausbau und Sicherung der Saaleschifffahrt ab. Erst knapp 100 Jahre später, ab dem Jahre 1790 wurde die Saaleschifffahrt weiter ausgebaut. Der Kurfürst von Sachsen, Friedrich August III. ordnete an, die obere Saale und die Unstrut schiffbar zu machen. Nach 1816 war der hallesche Stadtbaumeister Johann Justus Peter Schulze mit dem Bau der Schleusen Planena und Böllberg betraut.
Die Schleuse Planena gehörte ursprünglich zu dem Projekt des Saaleausbaues aus den 1930er Jahren. Die heute noch vorhandene und nutzbare Schleuse sollte durch einen Neubau ersetzt werden. Die Bauunterlagen waren vollständig ausgearbeitet. Wie alle Saaleschleusen zwischen Calbe und Wettin war eine Nutzlänge von etwas mehr als 100 Meter und eine Breite von 20 Meter vorgesehen. Die neue Schleuse Planena wurde kriegsbedingt nicht gebaut.

## Beschreibung
Bei der 1820 erbauten Schleuse handelt es sich um eine einfache Kammerschleuse mit senkrechten Wänden. Die Schleusenkammer und die Häupter der Schleuse bestehen aus Ziegelmauerwerk mit einer Sandsteinverkleidung. Die Schleusensohle wurde mit Sandsteinquadern ausgelegt. Zum Verschließen der Kammer dienen Stemmtore, die elektromechanisch angetrieben werden. Das Leeren und Befüllen der Schleusenkammer erfolgt über kurze seitliche Umläufe. Die Schleuse ist zugelassen für Schiffe bis zu einer Länge von etwa 47 Metern, was dem heute nicht mehr gebräuchlichen Unstrutmaß entspricht. Über das Unterhaupt der Schleuse führt eine Brücke.